# Rogan
Rogan (en ucraïnès i en rus Рогань) és una vila de la província de Khàrkiv, Ucraïna. El 2021 tenia 3.355 habitants.